# 1761
1761 (MDCCLXI) je bilo navadno leto, ki se je po gregorijanskem koledarju začelo na četrtek, po 11 dni počasnejšem julijanskem koledarju pa na ponedeljek.

## Rojstva
- 20. november - Pij VIII., papež († 1830)
- 24. december – Selim III., sultan Osmanskega cesarstva († 1808)

Neznan datum
- Jakob Sigismund Beck, nemški filozof († 1840)

## Smrti
- 4. januar - Stephen Hales, angleški fiziolog, fizik, kemik, izumitelj (* 1677)